# Liga Belga de Basquetebol de 2020-21
A Temporada da PBL  de 2020–21 foi a 94ª edição da competição de elite entre clubes profissionais da Bélgica. A liga chama-se EuroMillions Basketball League em virtude do patrocinador master. A equipe do Filou Oostende busca seu 22º título sendo o 9º em consecutivo.

## Clubes participantes
| Clube                      | Cidade    | Arena                         | Capacidade |
| -------------------------- | --------- | ----------------------------- | ---------- |
| Belfius Mons-Hainaut       | Mons      | Mons Arena                    | 4 000      |
| Filou Oostende             | Ostende   | Sleuyter Arena                | 5 000      |
| Hubo Limburg United        | Hasselt   | Alverberg-sporthal            | 1 730      |
| Kangoeroes Mechelen        | Mechelen  | Winketaai                     | 1 500      |
| Okapi Aalstar              | Aalst     | Okapi Forum                   | 2 800      |
| Phoenix Brussels           | Bruxelas  | Piscine de Neder-Over-Hembeek | 1 200      |
| Spirou Charleroi           | Charleroi | Spiroudome                    | 6 200      |
| Stella Artois Leuven Bears | Lovaina   | Sportoase                     | 3 400      |
| Telenet Giants Antwerp     | Antuérpia | Lotto Arena                   | 5 218      |
| VOO Liège                  | Lieja     | Country Hall Ethias           | 5 000      |

## Temporada Regular

### Tabela de Classificação
| Pos. | Clube                      | J  | V  | D  | Avg | Pts. | PF/PC     | Dif. | Classificação |
| ---- | -------------------------- | -- | -- | -- | --- | ---- | --------- | ---- | ------------- |
| 1    | Filou Oostende             | 26 | 21 | 5  | 808 | 47   | 1453-1228 | 225  | Playoffs      |
| 2    | Belfius Mons-Hainaut       | 26 | 21 | 5  | 808 | 47   | 1342-1274 | 68   | Playoffs      |
| 3    | Telenet Giants Antwerp     | 26 | 17 | 9  | 654 | 43   | 1551-1424 | 127  | Playoffs      |
| 4    | Okapi Aalstar              | 26 | 16 | 10 | 615 | 42   | 1563-1345 | 218  | Playoffs      |
| 5    | Hubo Limburg United        | 26 | 14 | 12 | 538 | 40   | 1403-1375 | 28   | Playoffs      |
| 6    | Stella Artois Leuven Bears | 26 | 12 | 14 | 462 | 38   | 1404-1394 | 10   | Playoffs      |
| 7    | Kangoeroes Mechelen        | 26 | 10 | 16 | 385 | 36   | 1378-1409 | -31  | Playoffs      |
| 8    | Spirou Charleroi           | 26 | 9  | 17 | 346 | 35   | 1318-1453 | -135 | Playoffs      |
| 9    | VOO Liège                  | 26 | 6  | 20 | 231 | 32   | 1275-1520 | -245 |               |
| 10   | Phoenix Brussels           | 26 | 4  | 22 | 154 | 30   | 1313-1578 | -265 |               |

|  |                            |
|  | Classificados aos playoffs |

### Rodadas 1 a 18
| Casa\Visitante             | MON   | OOS    | LIM    | MEC   | AAL   | BRU    | CHA   | LEU   | ANT    | LIE    |
| -------------------------- | ----- | ------ | ------ | ----- | ----- | ------ | ----- | ----- | ------ | ------ |
| Belfius Mons-Hainaut       |       | 63-88  | 70-68  |       | 79-70 | 78-71  |       | 65-59 |        | 83-79  |
| Filou Oostende             | 72-75 |        |        | 85-63 |       | 89-70  | 94-79 |       | 79-64  | 92-70  |
| Hubo Limburg United        | 70-68 |        |        |       |       |        |       | 86-62 |        | 85-55  |
| Kangoeroes Mechelen        |       | 73-104 |        |       | 67-86 | 63-83  | 74-89 | 79-60 | 74-77  |        |
| Okapi Aalstar              | 78-82 |        | 88-71  |       |       | 107-84 |       | 93-70 | 95-111 | 91-80  |
| Phoenix Brussels           |       | 62-83  |        | 69-72 | 78-87 |        | 83-77 |       | 86-91  |        |
| Spirou Charleroi           |       | 73-94  |        | 71-76 |       | 86-80  |       |       | 65-78  | 82-72  |
| Stella Artois Leuven Bears | 73-84 |        | 73-75  |       | 59-81 | 81-65  | 87-89 |       |        | 80-85  |
| Telenet Giants Antwerp     |       | 74-78  | 102-88 | 84-72 |       | 84-59  | 82-79 | 93-84 |        | 100-68 |
| VOO Liège                  | 65-72 |        | 69-66  |       | 54-48 | 68-93  | 65-80 | 78-82 |        |        |

### Rodadas 19 a 36
| Casa\Visitante             | MON   | OOS   | LIM   | MEC   | AAL   | BRU    | CHA   | LEU   | ANT   | LIE    |
| -------------------------- | ----- | ----- | ----- | ----- | ----- | ------ | ----- | ----- | ----- | ------ |
| Belfius Mons-Hainaut       |       |       | 75-78 | 67-56 | 72-70 | 78-71  | 94-82 | 63-69 | 86-80 | 69-56  |
| Filou Oostende             |       |       | 86-63 | 94-70 | 64-76 | 78-58  | 88-60 | 65-55 | 88-80 |        |
| Hubo Limburg United        | 63-72 | 74-86 |       | 94-77 | 79-87 | 87-62  | 85-55 | 72-78 | 80-74 | 89-63  |
| Kangoeroes Mechelen        | 70-77 | 74-77 | 66-89 |       |       | 109-82 | 86-69 |       | 76-60 | 71-77  |
| Okapi Aalstar              | 73-78 |       | 83-50 | 88-67 |       |        | 86-63 | 71-76 |       | 106-79 |
| Phoenix Brussels           | 76-82 | 58-90 | 67-88 | 83-84 |       |        | 71-65 | 88-98 | 64-96 | 72-88  |
| Spirou Charleroi           | 55-78 | 60-76 | 94-90 | 78-94 | 75-70 | 92-86  |       | 70-65 | 78-83 |        |
| Stella Artois Leuven Bears | 81-70 | 77-72 | 79-68 |       | 69-96 |        | 90-83 |       | 83-76 | 90-91  |
| Telenet Giants Antwerp     | 61-69 | 86-82 |       | 75-73 | 99-90 | 112-69 | 74-77 |       |       |        |
| VOO Liège                  | 68-70 | 58-87 | 69-66 | 80-82 | 68-94 |        |       | 61-88 | 74-89 |        |

## Playoffs

#### Quartas de final
| Time 1                 | Série | Time 2                     | 1º Jogo | 2º Jogo | 3º Jogo |
| ---------------------- | ----- | -------------------------- | ------- | ------- | ------- |
| Filou Oostende         | 2 - 0 | Spirou Charleroi           | 86 - 74 | 85 - 51 |         |
| Okapi Aalstar          | 1 - 2 | Hubo Limburg United        | 77 - 68 | 81 - 86 | 85 - 90 |
| Belfius Mons-Hainaut   | 2 - 0 | Kangoeroes Mechelen        | 84 - 60 | 85 - 70 |         |
| Telenet Giants Antwerp | 2 - 0 | Stella Artois Leuven Bears | 82 - 63 | 92 - 62 |         |

#### Semifinal
| Time 1               | Série | Time 2                 | 1º Jogo | 2º Jogo | 3º Jogo |
| -------------------- | ----- | ---------------------- | ------- | ------- | ------- |
| Filou Oostende       | 2 - 0 | Hubo Limburg United    | 84-55   | 87-60   |         |
| Belfius Mons-Hainaut | 2 - 1 | Telenet Giants Antwerp | 75-64   | 74-86   | 86 - 76 |

#### Final
| Time 1         | Série | Time 2               | 1º Jogo | 2º Jogo | 3º Jogo | 4º Jogo | 5º Jogo |
| -------------- | ----- | -------------------- | ------- | ------- | ------- | ------- | ------- |
| Filou Oostende | 3 - 1 | Belfius Mons-Hainaut | 68-65   | 59-71   | 74 - 68 | 69-62   |         |

### Premiação
| Euromillions Liga 2020-21 |
| ------------------------- |
| Filou Oostende 22º Título |